# Acraea jordani
Acraea jordani är en fjärilsart som beskrevs av Le Doux 1928. Acraea jordani ingår i släktet Acraea och familjen praktfjärilar. Inga underarter finns listade i Catalogue of Life.